# Suspensie (paleografie)
Suspensie is in de paleografie een term voor de meest gebruikelijke manier van afkorten (abbreviaturen).
Afkorten werd in de middeleeuwen gedaan om papier of perkament te besparen. Daarbij werd van een woord waarvan de betekenis duidelijk hoorde te zijn, aan het einde een deel van dat woord afgekapt en weggelaten.
De suspensie kan variëren van het weglaten van één letter tot het niet weergeven van alle letters op een na (sigle). De niet geschreven letters worden vervangen door een streepje boven het afgekorte woord of een apostrof erachter om aan te geven dat de lezer te maken heeft met een afkorting, bijv. com = comen; e = ende; voorw' = voorwaer.